# Dendronephthya multispinosa
Dendronephthya multispinosa is een zachte koraalsoort uit de familie Nephtheidae. De koraalsoort komt uit het geslacht Dendronephthya. Dendronephthya multispinosa werd in 1909 voor het eerst wetenschappelijk beschreven door Henderson. 